# توم سميث (لاعب كريكت بريطاني)
توم سميث (26 أكتوبر 1985 في المملكة المتحدة - ) (بالإنجليزية: Tom Smith)‏ هو لاعب كريكت بريطاني. لعب مع نادي مقاطعة لانكشر للكريكت ‏ ونادي مقاطعة ليسترشاير للكريكت ‏.

## وصلات خارجية
- توم سميث على موقع إي آس بي آن كريك إنفو (الإنجليزية)